# Wakacje Bonifacego
Wakacje Bonifacego (ros. Каникулы Бонифация) – radziecki film animowany z 1965 roku w reżyserii Fiodora Chitruka. Powstał na podstawie bajki czeskiego pisarza Miloša Macoureka. Tekst czyta Aleksiej Polewoj.

## Nagrody
- 1965 - Dyplom Honorowy na 10. MFF w Cork (Irlandia)
- 1966 - I nagroda w sekcji filmów animowanych na 2. Wszechzwiązkowym Festiwalu Filmowym w Kijowie
- 1966 - Nagroda "Złoty Pelikan" w kategorii filmów dla dzieci na 1. Międzynarodowym Festiwalu Filmów Animowanych w Mamai (Rumunia)
- 1967 - Dyplom na 2. Międzynarodowym Festiwalu Filmów dla Dzieci w Teheranie

## Animatorzy
Marija Motruk, Dmitrij Anpiłow, Eduard Nazarow, Igor Podgorski, Anatolij Pietrow, Jurij Kuzjurin, Galina Barinowa, Jana Wolskaja, Władimir Morozow, Jurij Norsztejn, Leonid Nosyriew